# Ekoton

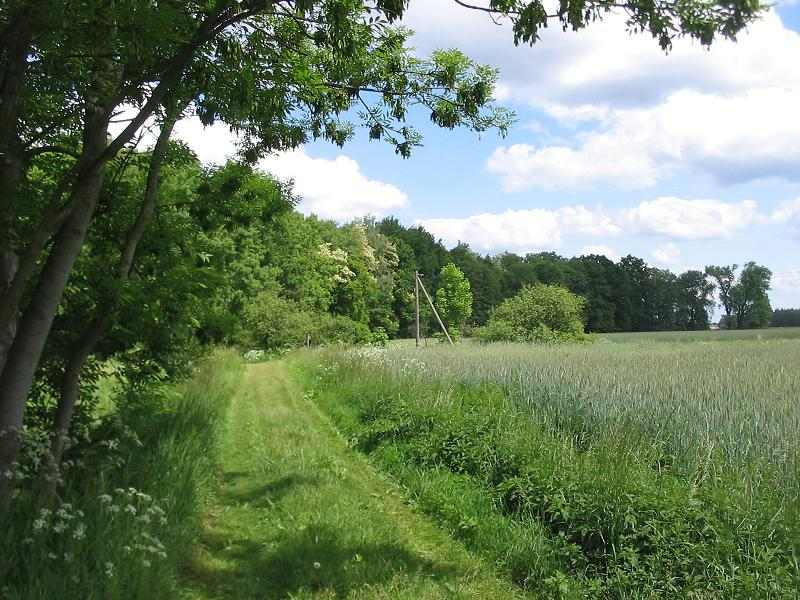

Ekoton (gr. oikos = dom + tonos = napinanie) – ekosystem, który stanowi strefę przejściową między co najmniej dwoma ekosystemami.
Zamieszkują go organizmy charakterystyczne dla obu biocenoz (efekt styku) oraz takie, które są swoiste tylko dla tej strefy. Obszary te charakteryzują się więc dużą bioróżnorodnością.
Populacje ekotonu mogą być liczniejsze niż sąsiadujących ekosystemów.
Przykładami są: miedza, wybrzeże, a także strefa rozdzierająca łąkę od lasu lub lasu i stepu.